# C5orf38
C5orf38 (англ. Chromosome 5 open reading frame 38) – білок, який кодується однойменним геном, розташованим у людей на 5-й хромосомі. Довжина поліпептидного ланцюга білка становить 138 амінокислот, а молекулярна маса — 15 091.
| 10         |  | 20         |  | 30         |  | 40         |  | 50         |
| ---------- |  | ---------- |  | ---------- |  | ---------- |  | ---------- |
| MVAPAARVFL |  | RAVRAALTST |  | VPDLLCLLAR |  | GSPRGLASGR |  | LPLAVHSAQH |
| GPGSGAPWLR |  | IARRALRFVL |  | SKHWGDDCYL |  | TNRLWQDLKP |  | PSHVENGQEL |
| RLAPPVQWAL |  | QVQGNQLQTA |  | VLCLRMAPPE |  | PAGSRQRI   |  |            |

A: Аланін

C: Цистеїн

D: Аспарагінова кислота

E: Глутамінова кислота

F: Фенілаланін

G: Гліцин

H: Гістидин

I: Ізолейцин

K: Лізин

L: Лейцин

M: Метіонін

N: Аспарагін

P: Пролін

Q: Глутамін

R: Аргінін

S: Серин

T: Треонін

V: Валін

W: Триптофан

Задіяний у такому біологічному процесі, як альтернативний сплайсинг. 
Секретований назовні.